# Edathala
Edathala là một thị trấn thống kê (census town) của quận Ernakulam thuộc bang Kerala, Ấn Độ.

## Nhân khẩu
Theo điều tra dân số năm 2001 của Ấn Độ, Edathala có dân số 67.137 người. Phái nam chiếm 50% tổng số dân và phái nữ chiếm 50%. Edathala có tỷ lệ 80% biết đọc biết viết, cao hơn tỷ lệ trung bình toàn quốc là 59,5%: tỷ lệ cho phái nam là 83%, và tỷ lệ cho phái nữ là 77%. Tại Edathala, 11% dân số nhỏ hơn 6 tuổi.